# The Anime Man

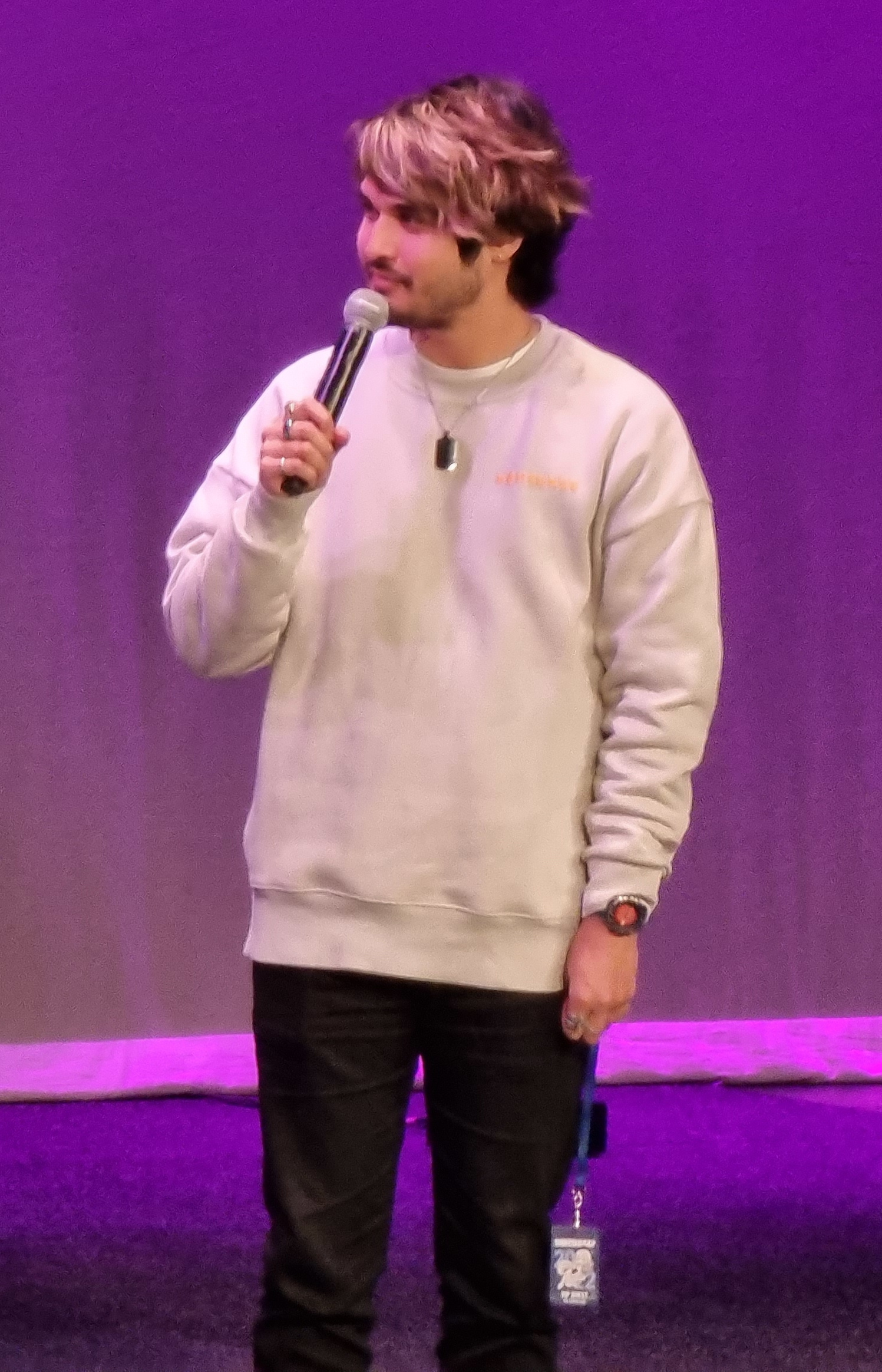
The Anime Man (Joey Bizinger) la panelul SMASH din 2022, cu un discurs despre experiența sa de a trăi și de a lucra în Japonia și despre cum a ajuns să fie un influencer YouTube cunoscut în industria anime.

Joseph Tetsuro Bizinger (n. 28 septembrie 1994), cunoscut online ca și The Anime Man, dar și ca Ikurru Kamijou (神城 維来?), numele lui de scenă, este un YouTuber japonez-australian, actor vocal⁠(d), rapper, compozitor, și podcaster. Video-urile lui se centrează pe anime, manga, cultura și limba japoneză, și gaming⁠(d). Bizinger este cunoscut și pentru interviurile lui cu oameni din industria japoneză a divertismentului, precum autori de romane, mangaka și actori în anime. La data de 23 august 2021, Joey avea peste 3 milioane de abonați și peste 475 de milioane de vizionări pe YouTube.
În prezent, canalul său de YouTube are peste 2,8 milioane de abonați și este unul dintre cele mai populare canale de anime din lume. Joey a fost, de asemenea, invitat să vorbească la numeroase evenimente anime, inclusiv la panelul SMASH din 2022, care a avut loc în Sydney, Australia.

## Copilărie și adolescență
Bizinger a fost născut în Sydney, pe data de 28 septembrie 1994. El este fiul unei mame japoneze și tată australian de origine germană și maghiară. Mama lui Bizinger a vrut să se asigure că el își va păstra tradițiile japoneze așa că obișnuia să vorbească cu el exclusiv în japoneză și să îi arate anime, precum Doraemon, Sazae-san și Pokémon.
La școala St Paul's Catholic College, Bizinger a fost singurul elev de origine japoneză din clasa lui, fapt care l-a făcut pe Bizinger să le arate anime prietenilor săi. Din pricina creșterii în popularitate a anime și a unui proiect făcut pentru școală, Bizinger a fost motivat să creeze un website unde critica animații japoneze. A continuat să posteze pe acel website până în ziua absolvirii. În timp ce studia la acea școală, a început să creeze videoclipuri pentru YouTube pentru a le posta pe website, în cele din urmă ajungând să posteze doar pe YouTube.
Bizinger a studiat la University of Sydney, unde a absolvit în 2016 cu o diplomă în Computer Design Technology.